# Lucena del Puerto
Lucena del Puerto es un municipio español de la provincia de Huelva, Andalucía. El municipio cuenta con una población de 3388 habitantes (INE 2024). Su extensión superficial es de 69 km² y tiene una densidad de 38,54 hab/km². Se encuentra situado en el suroeste de España, y parte de su término municipal está incluido en el Parque natural de Doñana, considerado como la mayor reserva ecológica de Europa.

## Geografía
Sus coordenadas geográficas son 37°18′N 6°43′O / 37.300, -6.717. Se encuentra situada a una altitud de 101 metros y a 24 kilómetros de la capital de provincia, Huelva, a 7 kilómetros de la localidad de Bonares y a 12 kilómetros de Moguer.
| Noroeste: Trigueros y Río Tinto | Norte: Niebla y Río Tinto | Noreste: Bonares y Niebla |
| Oeste: Moguer                   |                           | Este: Bonares y Almonte   |
| Suroeste: Moguer                | Sur: Palos de la Frontera | Sureste: Almonte          |

## Demografía
Lucena del Puerto cuenta con una población de 3388 habitantes (INE 2024).
| Gráfica de evolución demográfica de Lucena del Puerto entre 1842 y 2021                                             |
| |
| Población de derecho según los censos de población del INE Población de hecho según los censos de población del INE |

| Nacionalidad | Hombres | Mujeres | Total | %      | Proporción |
| ------------ | ------- | ------- | ----- | ------ | ---------- |
| Española     | 1074    | 1019    | 2093  | 65.1 % |            |
| Extranjera   | 617     | 503     | 1120  | 34.8 % |            |

En 1826 Lucena contaba con 834 habitantes, y aunque en términos absolutos su población no se ha incrementado mucho, porcentualmente hasta los inicios del siglo XXI, el número de habitantes creció en torno al 300%.
Se podría decir que el crecimiento más importante se produjo durante el siglo XIX y a partir de la década de 1970 del siglo XX, cuando Lucena experimentó también más crecimiento económico debido al inicio de los cultivos de fresón.
Es de destacar que durante la campaña de recolección del fresón la población puede llegar a triplicarse, debido principalmente a la llegada de extranjeros para trabajar en las labores del campo.

## Economía

### Evolución de la deuda viva municipal
| Gráfica de evolución de Deuda viva del Ayuntamiento de Lucena del Puerto entre 2008 y 2021                                |
| |
| Deuda viva del Ayuntamiento de Lucena del Puerto en miles de Euros según datos del Ministerio de Hacienda y Ad. Públicas. |

## Historia
“En tiempos tan antiguos, que nadie sabe cuántos miles de años han pasado después, Lucena del Puerto, la Lucena de los Iberos, era una fortaleza pequeña pero inexpugnable emplazada sobre la cuesta pendiente de la ribera sur del Río Tinto, una legua más o menos de la ciudad principal de la región, llamada entonces Ilipula, o sea, la ciudad sobre un peñón, hoy Niebla”
Todavía es posible rastrear esta creencia entre los habitantes de la localidad que asocian la fundación de la población al Río Tinto, parodiando, lo que fue en tiempos fuente de vida. Algún autor, no con demasiada fortuna, atribuye al municipio un origen fenicio, basándose en los vestigios de trogloditismo que hasta hace poco se observaban bajo muchas casas antiguas y que poseen un origen posterior.
Sin embargo, en estas fabulaciones hay parte de verdad, ya que los vestigios de poblamiento más antiguos que se conocen se encuentran en la parte alta del término, en los popularmente conocidos como cabezos. Este hecho, unido a la existencia del puerto y su localización, ha sugerido la posibilidad de otro emplazamiento anterior al núcleo actual, que incluso se ha llegado a localizar en lugares concretos como Valbuena.
Los vestigios más antiguos datan del Paleolítico Superior, aunque aparecen mezclados con diversos útiles de época más tardía correspondientes al Neolítico y al Calcolítico. No obstante, este yacimiento, ubicado en la dehesa, permite atestiguar la presencia de un grupo humano, más o menos numeroso y con cierta estabilidad.
La presencia romana se atestigua por monedas, cerámicas y restos arquitectónicos entre los que se incluyen varias bases y fustes de columnas. A este periodo debemos probablemente el nombre toponímico de Lucena por la adición del nombre romano Lucius.
Del periodo de dominación visigoda no existen testimonios, aunque cabe suponer algún tipo de presencia. La posterior conquista musulmana no debió suponer un cambio significativo en las forma de vida. Existen restos visibles de este periodo en Valbuena, El Bosque y la Herrería.
La conquista cristiana abre una nueva etapa al introducir los elementos nuevos que van a configurar la realidad local durante toda la modernidad y la primera mitad del siglo XIX.
La Fundación del Monasterio de la Luz tuvo lugar en la última década del siglo XV, sobre una amplia hacienda propiedad del moguereño don Diego de Oyón y doña María de Cárdenas, legada en testamento a la orden jerónima y, posteriormente, reclamada por el Conde de Niebla. Poco después se inició la edificación del monasterio. A pesar del legado histórico-artístico que el convento supone, no podemos olvidar otros aspectos importantes, puesto que, durante más de tres siglos, el Monasterio de la Luz fue monopolizador de la riqueza local, ocupando, además, las mejores tierras y obteniendo los mejores rendimientos hasta su usurpación definitiva a mediados del siglo XVIII.
A partir de la segunda mitad del siglo XVIII, Lucena del Puerto inicia un crecimiento lento pero constante, al compás de las crisis agrarias, los años de bonanza y los vaivenes del destino histórico, que se mantiene durante todo el siglo XIX y XX.

## Monumentos y lugares de interés
Principales monumentos de Lucena:
- Monasterio de Nuestra Señora de la Luz, también conocido como Convento de la Luz. Es de estilo gótico mudéjar y fue catalogado como Bien de Interés Cultural en 1985.[9] Su fundación se data en torno a la última década del siglo XV sobre una amplia hacienda propiedad del moguereño don Diego de Oyón y doña María de Cárdenas, legada en testamento a la orden jerónima y posteriormente reclamada, alegando derechos, por Juan Alonso Pérez de Guzmán y Zúñiga (Conde de Niebla), que en 1503, por sentencia del Consejo de Castilla y orden real, fue obligado a abandonar dicha propiedad. En 2019 el monasterio fue adquirido por los hermanos Lopez Pinto de La Palma del Condado, como homenaje a un proyecto encabezado por sus padres, Manuel y Loli. Actualmente es uno de los mayores espacios gastronómicos para la celebración de eventos de Andalucía occidental.

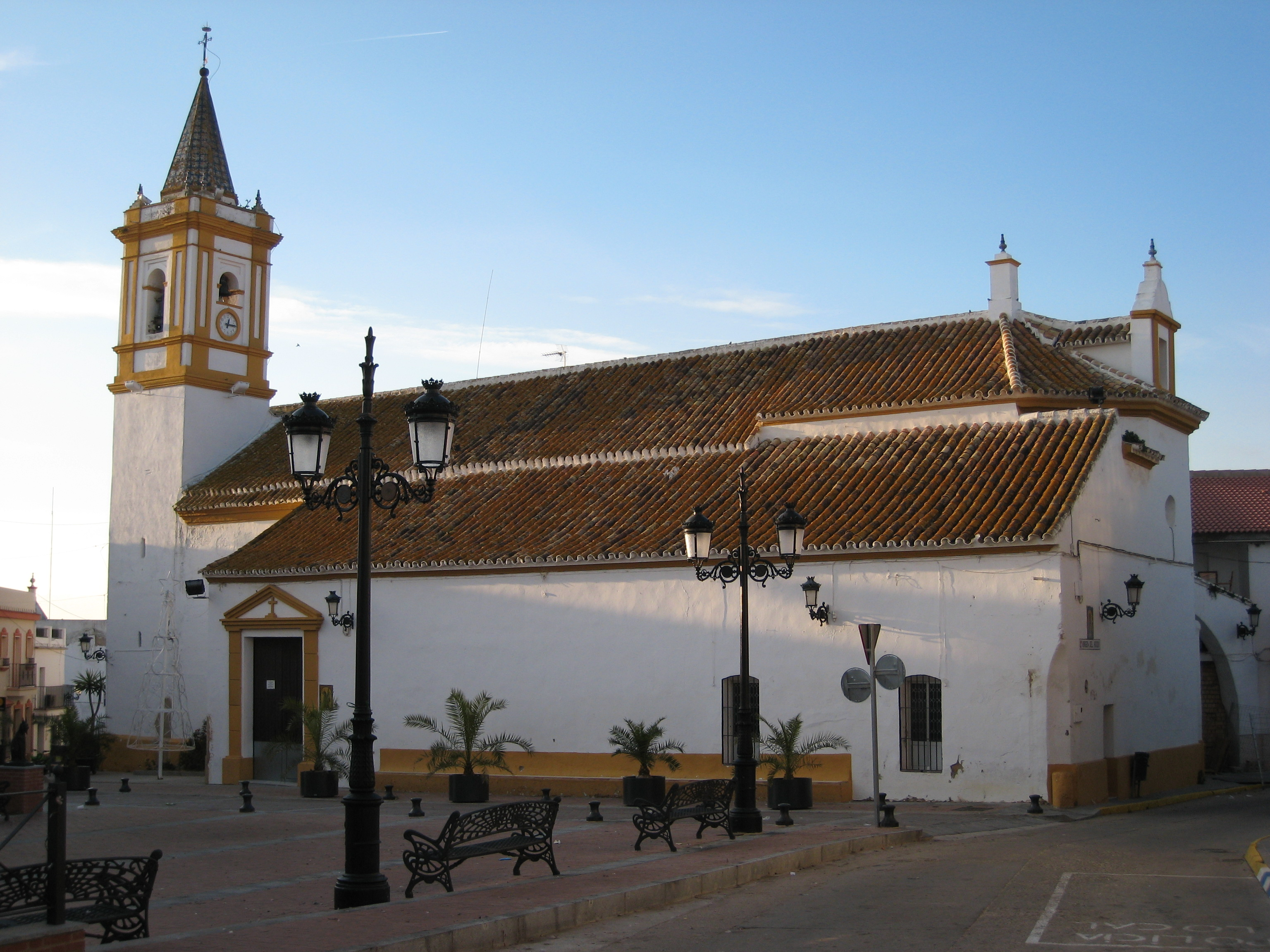
Iglesia de San Vicente Mártir

- Iglesia de San Vicente Mártir. Se data su construcción, de estilo gótico mudéjar, en el siglo XVI, junto con elementos barrocos datables en el siglo XVIII. Alberga en su interior un rico patrimonio litúrgico, entre el que destaca la imagen del patrón que le da nombre al templo, San Vicente Mártir; la imagen de la Virgen de la Luz, procedente del monasterio que lleva su mismo nombre y que fue traída a la parroquia tras la Desamortización.

- Castillo El Bosque. Catalogado como Bien de Interés Cultural en 1985.[10] Se encuentra en el paraje conocido como El Bosque.

- Azulejo de la Santísima Trinidad. En una de las casas de Lucena del Puerto situada cerca de la Iglesia de San Vicente Mártir, aparece en su fachada un interesante azulejo con la temática de la Santísima Trinidad, y en la que aparecen el Padre, el Hijo y el Espíritu Santo en la actitud tradicional. Realizado en el siglo XVIII, este azulejo que consta de 20 piezas (5x4), nos muestra un variado colorido típico de este siglo, donde predominan los amarillos, naranjas y azules. Fue propiedad de la Hermandad del Santísimo Sacramento hasta 1840.

- Capilla de la Santa Cruz de la Calle Malva. Construida por el arquitecto Francisco J. Ramón Girón en 1992, está situada en pleno casco urbano de Lucena, en la calle del mismo nombre. Es de estilo regionalista, posee un pequeño patio decorado con macetas de geranios que alegran y resaltan en las paredes pintadas de cal. La fachada, también de cal está decorada con azulejos de estilo sevillano, con dibujos e imágenes de los Arcángeles (San Miguel y San Gabriel), además del Pan y el Vino y de la Custodia sostenida por ángeles; todo a su vez ornamentado con la flor de Malva y en dicho color. En su interior alberga la Cruz de la Calle Malva durante todo el año, hasta que en el mes de mayo sale en procesión  durante la Fiesta de las Cruces, junto con las otras tres cruces del pueblo.

- Capilla de la Santa Cruz de Arriba.Es de estilo regionalista, con fachada de ladrillos vistos y cal. Su construcción ha sido faseada, comenzando con la compra del solar en los años 80, pasando a levantarse primero la estructura y cerramientos en bruto, se termina la fachada en primera instancia, y en el año 2001 se comienza a trabajar en la última fase, consistente en la terminación del interior. Destaca de su exterior, la decoración con imágenes de La Pasión bordeando la puerta de entrada con El Cordero de Cristo en la Cruz sostenido por ángeles en la parte central, las imágenes están pintadas en azulejos sevillanos. El exterior de la capilla, termina con un campanario en forma de cúpula, coronado por una cruz de hierro forjado. Si nos sumergimos en el interior podemos ver una verdadera obra de arte, relativamente nueva, ya que ha sido inaugurada en el año 2013. Tanto los techos como la cúpula resaltan por el colorido que proporcionan los frescos con los que están decorados, obra del pintor sevillano Antonio Rodríguez Ledesma. En dichos frescos podemos encontrar pasajes importantes en la historia del cristianismo, además del patrón del pueblo, San Vicente Mártir y la patrona, la Virgen de la Luz, en dos lugares destacados de la capilla, junto al altar. El suelo es de mármol, con un diseño dividido en tres dibujos diferentes correspondiendo a las tres crujías que posee la capilla. Al fondo, podemos encontrar la Santa Cruz de Arriba en un precioso retablo dorado, en el que destacan diversas pinturas, entre ellas un dibujo de la fachada de dicha capilla y el exterior de la iglesia del pueblo, de donde sale en procesión el día grande de la festividad de las cruces de mayo.

## Símbolos

Escudo

La bandera de Lucena del Puerto consta de cinco franjas horizontales de los colores: rojo, verde, blanco, verde y rojo; La central de 1/3 y las otras de 1/6 del ancho del paño. Centrado y sobrepuesto escudo de armas local.
La descripción heráldica del Escudo de Armas Municipal es la siguiente:

Partido. Primero, las armas de los Guzmanes, condes de Niebla. Segundo, de oro, cuervo de sable con una palma de sinople en su pico. Al timbre, corona real cerrada.

El cuervo simboliza a San Vicente Mártir, patrón de la localidad, que después ser martirizado, fue arrojado a un basurero y defendido por un gran cuervo.

## Gastronomía
Entre los platos más destacados encontramos:
- La caldereta de liebre. Guiso en crudo de liebre, verduras y especias como laurel, perejil y pimienta; las verduras se sirven trituradas, como un consomé, con las piezas de liebre.
- Caballas asadas, que suelen acompañarse del tradicional tostón, consumido en todos los pueblos de la zona, es un pan de masa dura tostado que se frota con ajo y se le añade aceite y que suele ser el acompañamiento perfecto para caballas y sardinas asadas o buen trozo de bacalao.
- Revoltillos de cordero con tomate. Otra especialidad de Lucena, son muy sabrosos y famosos en los pueblos de los alrededores.

Otro de los puntos fuertes de la gastronomía lucenera es la gran variedad existente de dulces caseros, la mayoría casi exclusivos de la Semana Santa como son: amarguillos, roscos, tortas de manteca, los polvorones o pestiños. Además de en Semana Santa, estos dulces también son muy consumidos durante las fiestas en honor del patrón San Vicente Mártir, que se celebra a finales del mes de enero.